# The New Record by My Bloody Valentine
The New Record by My Bloody Valentine es el segundo EP, lanzado en septiembre de 1986 por de la banda irlandesa de rock alternativo My Bloody Valentine. Este trabajo marca un cambio en la tendencia post-punk presente en los primeros trabajos de la banda, volviéndose más un sonido noise pop y dream pop.

## Lista de canciones
Lado A
1. "Lovelee Sweet Darlene" – 2:13
2. "By the Danger in Your Eyes" – 2:51

Lado B
1. "On Another Rainy Saturday" – 2:41
2. "We're So Beautiful" – 2:31

## Personal
1. Dave Conway — voz
2. Kevin Shields — guitarra
3. Colm Ó Cíosóig — Batería
4. Debbie Googe — bajo